# Arachosia arachosia
Arachosia arachosia là một loài nhện trong họ Anyphaenidae.
Loài này thuộc chi Arachosia. Arachosia arachosia được Cândido Firmino de Mello-Leitão miêu tả năm 1922.